# Ahlbergia
Ahlbergia is een geslacht van vlinders van de familie Lycaenidae, uit de onderfamilie Theclinae.

## Soorten
- A. chalybeia (Leech, 1890)
- A. leechii (De Nicéville, 1892)